# District de Siklós
Le district de Siklós (en hongrois : Siklósi járás) est un des 10 districts du comitat de Baranya en Hongrie. Créé en 2013, il compte 36 106 et rassemble 53 localités dont Siklós, son chef-lieu.
Cette entité existait déjà auparavant jusqu'en 1983, l'année de la réforme territoriale qui a supprimé les districts.

## Localités
| Nom              | Statut         | Superficie (km²) | Population (2013) |
| ---------------- | -------------- | ---------------- | ----------------- |
| Siklós           | Ville          | 50,92            | 9 501             |
| Harkány          | Ville          | 25,69            | 4 087             |
| Villány          | Ville          | 22,02            | 2 545             |
| Beremend         | Grande-commune | 48,26            | 2 509             |
| Alsószentmárton  | Commune        | 13,61            | 1 184             |
| Babarcszőlős     | Commune        | 4,25             | 107               |
| Bisse            | Commune        | 13,80            | 225               |
| Cún              | Commune        | 18,43            | 245               |
| Csarnóta         | Commune        | 5,33             | 166               |
| Diósviszló       | Commune        | 15,81            | 695               |
| Drávacsehi       | Commune        | 7,40             | 208               |
| Drávacsepely     | Commune        | 6,60             | 209               |
| Drávapalkonya    | Commune        | 10,13            | 277               |
| Drávapiski       | Commune        | 4,91             | 94                |
| Drávaszabolcs    | Commune        | 11,22            | 694               |
| Drávaszerdahely  | Commune        | 6,24             | 193               |
| Egyházasharaszti | Commune        | 10,99            | 301               |
| Garé             | Commune        | 8,53             | 307               |
| Gordisa          | Commune        | 10,88            | 263               |
| Illocska         | Commune        | 15,10            | 241               |
| Ipacsfa          | Commune        | 6,01             | 194               |
| Ivánbattyán      | Commune        | 6,13             | 119               |
| Kásád            | Commune        | 13,29            | 281               |
| Kémes            | Commune        | 6,89             | 499               |
| Kisdér           | Commune        | 4,37             | 120               |
| Kisharsány       | Commune        | 12,93            | 516               |
| Kisjakabfalva    | Commune        | 6,62             | 132               |
| Kiskassa         | Commune        | 13,33            | 252               |
| Kislippó         | Commune        | 8,37             | 271               |
| Kistapolca       | Commune        | 3,57             | 176               |
| Kistótfalu       | Commune        | 10,50            | 314               |
| Kovácshida       | Commune        | 8,09             | 283               |
| Lapáncsa         | Commune        | 4,36             | 206               |
| Magyarbóly       | Commune        | 17,22            | 945               |
| Márfa            | Commune        | 4,09             | 198               |
| Márok            | Commune        | 15,93            | 438               |
| Matty            | Commune        | 16,90            | 318               |
| Nagyharsány      | Commune        | 26,01            | 1 526             |
| Nagytótfalu      | Commune        | 11,17            | 376               |
| Old              | Commune        | 14,07            | 344               |
| Palkonya         | Commune        | 10,00            | 280               |
| Pécsdevecser     | Commune        | 4,74             | 114               |
| Peterd           | Commune        | 10,60            | 201               |
| Rádfalva         | Commune        | 12,88            | 187               |
| Siklósbodony     | Commune        | 4,33             | 145               |
| Siklósnagyfalu   | Commune        | 9,09             | 440               |
| Szaporca         | Commune        | 9,65             | 241               |
| Szava            | Commune        | 12,64            | 334               |
| Tésenfa          | Commune        | 8,40             | 192               |
| Túrony           | Commune        | 9,40             | 268               |
| Újpetre          | Commune        | 16,71            | 1 007             |
| Villánykövesd    | Commune        | 7,49             | 263               |
| Vokány           | Commune        | 17,09            | 875               |